# El Sosneado
El Sosneado es un distrito y localidad del departamento San Rafael, provincia de Mendoza, Argentina. Es el distrito más reciente de dicho departamento, ya que fue elevado a esta categoría en junio de 2005 por el Concejo Deliberante de este Departamento.
La localidad de El Sosneado, se encuentra a 45 kilómetros de Malargüe; a 140 kilómetros de la ciudad de San Rafael; y a 300 kilómetros de la Ciudad de Mendoza.
Desde Malargue se llega a esta localidad tomando la Ruta Nacional N.º 40. Desde la ciudad de San Rafael se debe tomar la Ruta Provincial N.º 144 y Ruta Nacional N.º 40. Y desde Mendoza Capital, la Ruta Nacional N.º 40 y la Ruta Nacional N.º 144.
El "Circuito de Alta Montaña" comprende El Sosneado, Termas, Puestos y Volcanes.
La imponente Cordillera de los Andes, la diafanidad del cielo, llevan una marca: El Sosneado, "en donde primero se ve el sol".
Una mezcla sorprendente conjuga las más diversas citas: volcanes inactivos, aguas termales, vertientes, que nos sitúan casi en otro mundo enclavado en el macizo andino.
Para poder recorrerlo se debe andar 135 km para las Termas y la Laguna del Atuel, utilizando ómnibus o vehículos menores para las excursiones.

## Historia
El pueblo de El Sosneado surgiría como una estancia en el año 1901 que fuera fundada por el franco-argentino Alfonso Capdeville (n. Classun de Landas, 1854). También encararía un proyecto hidroeléctrico. Los Primeros puesteros fueron Felipe Maya, casado con Casimira Cotez, y José Solomé Maya, casado con María Montecino.
Capdeville había sido intendente de la municipalidad de Victorica (creada en 1888) —del entonces Territorio Nacional de la Pampa— desde 1891 hasta 1899, cuya localidad había sido fundada por el coronel Ernesto Rodríguez en 1882 durante la segunda campaña de Julio A. Roca, denominada Conquista del Desierto. En 1895 había adquirido y construido otra estancia a 10 km al sudoeste del pueblo antes citado y en 1901 fundaría el pueblo de Telén.
En 1913 llegaron al incipiente poblado los seis migrantes procedentes de la provincia de San Luis, específicamente de Cañada Verde. Estos eran los cinco hermanos: Rodolfo quien se iba a transformar en jefe de Correos, Nicanor, Alfredo, José y Ciro Amaro, y además Emilia Alonso.
El 28 de enero de 1920, el fundador fallecería en la estancia El Sosneado pero el lugar daría origen a un poblado que recién en junio del año 2005 fuera elevado a categoría de distrito.
En 1972, ocurrió a 30 km el accidente del Vuelo 571 de la Fuerza Aérea Uruguaya. Una de las mayores experiencias de Supervivencia a nivel mundial, lo que hace a El Sosneado uno de los pueblos más cercanos al Glaciar de las Lágrimas, lugar del accidente. De este pueblo parten expediciones hacia el lugar del accidente, en verano.

## Sismicidad
La sismicidad del área de Cuyo (centro oeste de Argentina) es frecuente y de intensidad baja, y un silencio sísmico de terremotos medios a graves cada 20 años.
Sismo de 1861aunque dicha actividad geológica catastrófica, ocurre desde épocas prehistóricas, el terremoto del 20 de marzo de 1861 (163 años) señaló un hito importante dentro de la historia de eventos sísmicos argentinos ya que fue el más fuerte registrado y documentado en el país. A partir del mismo la política de los sucesivos gobiernos mendocinos y municipales han ido extremando cuidados y restringiendo los códigos de construcción. Y con el terremoto de San Juan de 1944 del 15 de enero de 1944 (81 años) los gobiernos tomaron estado de la enorme gravedad sísmica de la región.
Sismo del sur de Mendoza de 1929muy grave, y al no haber desarrollado ninguna medida preventiva, mató a 30 habitantes
Sismo de 1985fue otro episodio grave, de 9 s de duración, derrumbando el viejo Hospital del Carmen de Godoy Cruz.